# Kaltenberger Ritterturnier

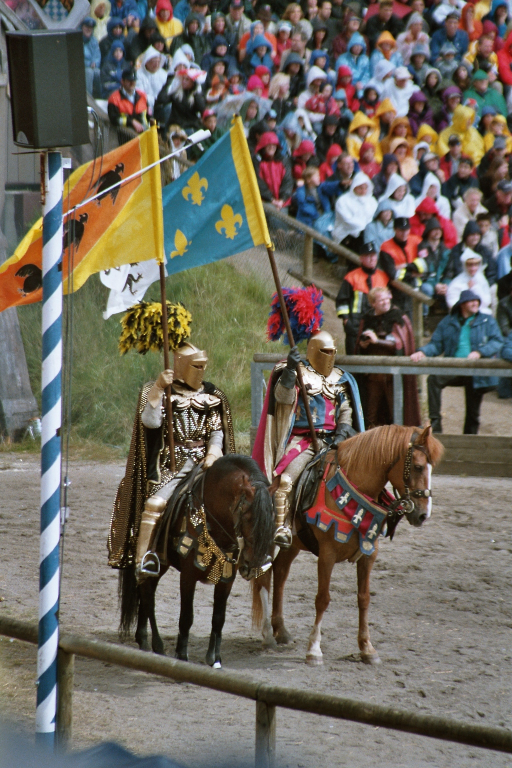
Ritter-Darsteller beim Turnier (Cascadeurs Associés, bis 2004)

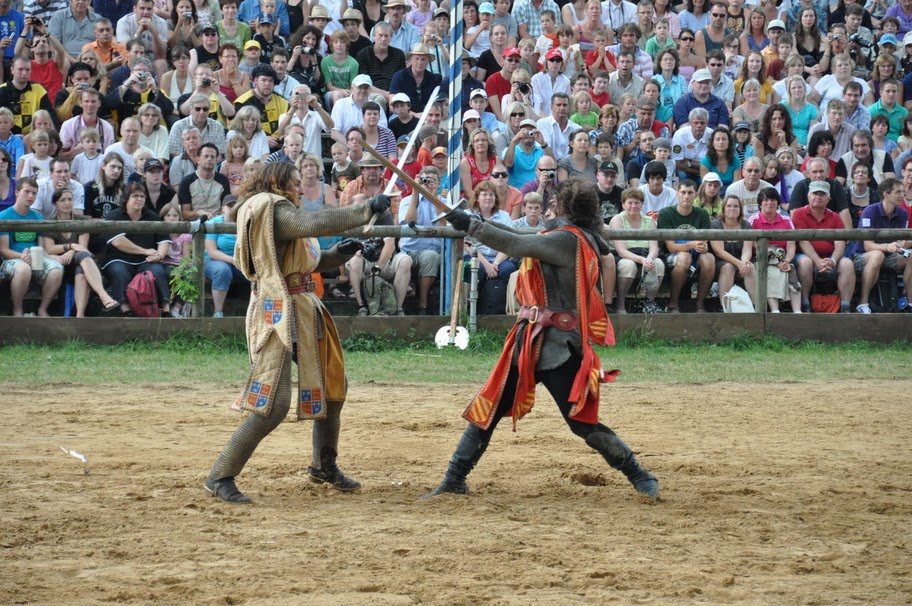
„König Artus“ im Zweikampf mit „Lancelot“ während des Kaltenberger Ritterturniers 2010

Das Kaltenberger Ritterturnier, von Luitpold Prinz von Bayern im Jahr 1980 ins Leben gerufen, ist eine historisierend-mittelalterliche Ritter-Stunt-Show auf dem Gelände des Schlosses Kaltenberg im oberbayerischen Landkreis Landsberg am Lech, etwa zehn Kilometer nordwestlich des Ammersees. Das Schloss wurde ab dem Jahr 1292 erbaut. Vor und nach dem Ritterturnier wird in der Arena und auf Open-Air-Bühnen rund um das Schloss ein Rahmenprogramm mit Musikern, Tänzern, Jongleuren, Geschichtenerzählern, „Hexen“, Hofnarren u. ä. dargeboten. Auf einem solchen mittelalterlichen Markt präsentieren Werkstätten entsprechende Handwerke in passendem Ambiente.

## Turnier
Das Turnier, welches an drei Juli-Wochenenden stattfindet, wird von einer professionellen Stunt-Truppe (bis 2004 Cascadeurs Associés, ab 2005 Cavalcade) aufgeführt. Die französische Stunt-Truppe „Cavalcade“ unter der Leitung von Mario Luraschi kommt mit ihren Stunt-Pferden bei Filmproduktionen weltweit zum Einsatz. Die Truppe tritt seit 2005 beim Kaltenberger Ritterturnier auf.
Die Pferdeshow ist in eine jährlich wechselnde Rahmenhandlung eingebettet, in der meist der Kampf „Gut gegen Böse“ thematisiert wird. Ein kurzes Vorprogramm stimmt auf das Turnier ein. Dabei werden alle mitwirkenden Künstlergruppen in einem feierlichen Einzug vorgestellt und Luitpold von Bayern eröffnet das Turnier mit einem persönlichen Grußwort an die Besucher.

## Geschichte
Im Jahr 1976 übernahm Luitpold von Bayern die Königlich Bayerische Bierbrauerei in Kaltenberg. Bei einem Aufenthalt in London stieß er auf ein historisches Kampfspektakel im Burggraben des Towers of London, bei dem mittelalterliche Kämpfe inszeniert wurden. Daraufhin fragte er den daran beteiligten britischen Stuntman Max Diamond an, ob er anlässlich der 800-Jahr-Feier der Dynastie Wittelsbach im Jahr 1980 ein Ritterturnier organisieren könne. So wurde am 15. Juni 1980 in Kaltenberg das erste Kaltenberger Ritterturnier mit 16 englischen Rittern durchgeführt. Im zweiten Jahr des Kaltenberger Ritterturniers kam ein Marktplatz als Erweiterung hinzu. Ebenfalls wurden die Neuburger Stadtwache, ein Fanfarenzug sowie sieben Mitglieder des Vereins „Münchner Maibaumräuber“ in das Programm integriert. Im dritten Veranstaltungsjahr errichtete man eine Tribüne und erweiterte das Gauklerprogramm. Aufgrund des unbeständigen Wetters und des hohen Verletzungsrisikos wurde seit 1985 die Infrastruktur verbessert. Die Gemeindeverwaltung finanzierte eine befestigte Wettkampfanlage. Durch Abgraben eines Wiesenhanges entstand eine 70 Meter lange und 30 Meter breite Arena mit annähernd 10.000 Sitzplätzen und 3.000 Stehplätzen. Die Zahl der Veranstaltungstage wurde von sechs auf neun erhöht. Im Jahr 1988 stand die erste Abendveranstaltung auf dem Programm.
Im Oktober 2013 hat Heinrich Prinz von Bayern die Geschäftsführung der Ritterturnier Kaltenberg Veranstaltungs GmbH von seinem Vater Luitpold übernommen.
2017 wurde das Kaltenberger Ritterturnier mit dem Live-Entertainment-Award als Show des Jahres ausgezeichnet.